# جی بی مدل زد
جی بی مدل زد (به انگلیسی: Gee_Bee_Model_Z) یک هواگرد ملخ‌پیشین تک‌موتوره از نوع سرعتی ساخت شرکت Granville Brothers Aircraft است. هواگرد جی بی مدل زد نخستین پروازش را در ۲۲ اوت ۱۹۳۱ میلادی انجام داد. این هواگرد در سال سپتامبر ۱۹۳۱ میلادی رسماً معرفی گردید و در سال‌های ۱۹۳۱ تولید شده‌است. در مجموع، تعداد ۱ فروند از این هواگرد ساخته شده‌است.
طراح این هواگرد، Bob Hall بود.